# Siège de Vesoul (1479)
Pour les articles homonymes, voir Sièges de Vesoul.
Guerre de Succession de Bourgogne
Batailles
Siège de Vesoul (1477), Bataille du pont d'Emagny (1477), Siège de Gray (1477), Siège de Dole (1477), Bataille de Guinegatte (1479), Siège de Dole (1479), Siège de Vesoul (1479)
Le siège de Vesoul de 1479 est un siège entrepris sur la ville de Vesoul (Franche-Comté). Il se déroula en juin 1479 et fut mené par les armées de Louis XI contre la ville de Vesoul,.

## Contexte
Vesoul, petite cité médiévale alors situé dans le comté de Bourgogne (Franche-Comté), est une place fortifiée surplombée par le Castrum Vesulium, sur la Motte. Le comté appartient alors aux Habsbourg dont la souveraine est Marie de Bourgogne.
Les Français, expulsés de Franche-Comté après l'échec du premier siège de Dole à l'automne 1477, ne purent entreprendre une nouvelle invasion qu'en mai 1479. Louis XI demande au gouverneur de Bourgogne, Chaumont-Amboise, de commencer la conquête du comté de Bourgogne
Le contexte de cette deuxième attaque est beaucoup moins favorable aux défenseurs comtois. Au prix d'un sévère tribut en argent, les Français retournent les Suisses contre leur ancien allié comtois. C'est donc 6 000 suisses à titre d'auxiliaire qui viennent s'ajouter à une armée composée en grande partie des nobles du ban et de l'arrière-ban,. En plus des forces démesurées qui s'opposent aux défenseurs, ceux-ci sont dépourvus de renforts alliés et ne se sont pas encore remis du dernier passage des Français. Les ressources nécessaires à une résistance sur le long terme manquaient à la province et ne répondaient pas à la grandeur du péril qui les guettait.

## Déroulement
Charles Ier d'Amboise, subordonné de Louis XI, envahit le comté de Bourgogne en avril 1479 et neutralise certaines cités comtoises comme Poligny, Arbois, Gray, Luxeuil et Pesmes.
Vesoul doit être également neutralisée au même titre. Une troupe est confiée au capitaine Bertand de Lyvron, fervent catholique originaire de Bourbonne. La ville est commandée par Nicolas de Mont de Saint-Légier et le château par Herman de Vaudrey, un cousin du défenseur du siège de 1477. Le siège commence, dure, et la résistance des vésuliens est tenace. L'attaque principale porte sur l'ouest et le rempart qui donne sur Pusey. Malgré une résistance héroïque de toute la ville, les Français parviennent à créer une brèche dans les murs de la ville. Une fois à l'intérieur, les Français mettent le feu à la cité et tuent une grande partie de ses habitants. La ville fut entièrement détruite et le reste des habitants qui avaient survécu furent emprisonnés ou rançonnés. Le château qui était réputé imprenable, lui, tiendra héroïquement quelques jours de plus et Herman de Vaudrey s'y illustra par une défense tenace. Mais tout comme la ville, il est voué à la destruction lors de la capitulation de ses occupants. Avec la destruction du château disparaissent également les archives de la ville de Vesoul.
Louis Gollut relate de cet événement: Les François firent abattre les murailles, découvrir les tours, ruiner les boulevards et laissèrent la misérable ville comme champêtre. On dit que les loups et les renards y entraient en plein jour.

## Commémoration

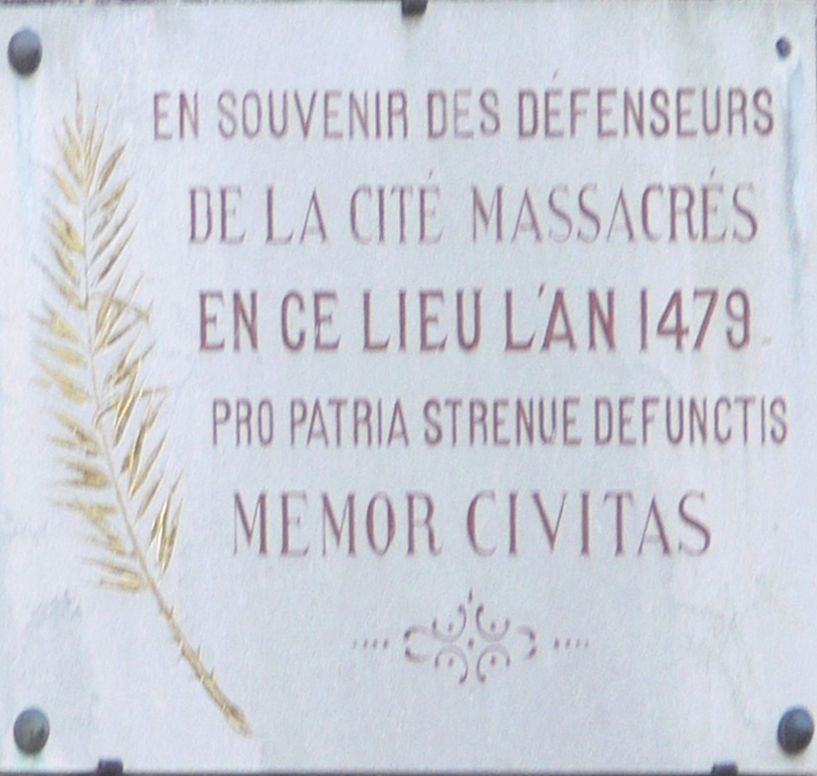
Plaque commémorative

À la reconstruction de la ville, une rue fut baptisée Rue des morts , à l'endroit ou les bourgeois de Vesoul avaient offert la plus grande résistance. Deux cents d'entre eux avaient refusé de se rendre et de déposer les armes à cet endroit et ils furent tous massacrés.
Plus tard, cette rue fut renommée rue du Collège, puis Rue Roger Salengro.
Aujourd'hui demeure en souvenir de ces événements, l'impasse de la Défense, contiguë à l'ancienne rue des morts où une plaque commémorative a été posée en mémoire des valeureux défenseurs de 1479.